# Савленков, Алексей Нилович
Алексей Нилович Савленков, после монашеского пострига отец Нил (25 сентября 1955, Ленинград — 9 августа 2003, Ильинский Водлозерский погост, Пудожский район, Республика Карелия) — советский и российский музыкант, известный по выступлению в группе «Тайное голосование».
С 1992 года — иеромонах Нил, в 2000—2003 годы служил в Ильинской пустыни на Водлозере.

## Биография

### Музыкальная карьера
Уроженец Ленинграда. Родителей потерял рано. Музыкальная карьера связана с группой «Тайное голосование», где играл на гитаре и писал музыку к песням. Приобрёл известность во время выступлений с Вячеславом Петкуном, который писал тексты к песням. Группа была неоднократным участником фестивалей Ленинградского рок-клуба. Проходил службу в армии. Отличался неуравновешенным характером.

### Постриг в монахи
После распада группы, Савленков расстался с женой и сдал свою квартиру в Петербурге, после чего уехал в Муромский монастырь в Карелии, где его принял отец Павел. Он стал настоятелем Муромского монастыря, но из-за конфликтов с монастырской братией стал отшельником и в 2000 году ушёл в Ильинскую пустынь, где занялся строительством церкви и странноприимных домов. На остров приезжали разнообразные отшельники, которые недолго оставались там.

### Убийство и расследование
9 августа 2003 года отец Нил с двумя послушниками бесследно исчез, и в тот же день у деревни Бостилово была найдена затопленная лодка иеромонаха, на которой прибыли двое незнакомцев (один был одет в монашеский подрясник). В лодке была обнаружена церковная свеча и две пары сапог (одна пара принадлежала отцу Нилу). Обыски острова 13 августа оказались бесполезными: отец Нил, по словам местных жителей, часто выезжал с острова, никого не предупредив. Через некоторое время было открыто уголовное дело об убийстве: на основании показаний нескольких свидетелей подозреваемыми по нему стали двое незнакомцев.
Настоятель Муромского монастыря во время следствия помог установить личность одного из подозреваемых: это был Андрей Наседкин из Тольятти, запомнившийся по паспорту советского образца. Настоятель отказался принимать Наседкина в монастырь по причине старого паспорта, а также из-за слишком буйного и вызывающего характера. Наседкин и его знакомый из Подмосковья Алексей Баженов заявили, что уйдут служить у отца Нила. На основе этих показаний Наседкин и Баженов были объявлены в розыск. 6 ноября 2003 рыбаками было найдено тело отца Нила: убитый был в рясе и с крестом на шее, а его череп был проломлен, очевидно, тяжёлым предметом. Версия об убийстве подтвердилась, и поиски продолжились. По заявлениям свидетелей, Наседкин и Баженов появлялись в разных уголках страны. На помощь подключились иностранцы: одна из японских туристок сделала фотографию, на которой были запечатлены двое неизвестных, однако, как оказалось, это фото было сделано ещё до появления Наседкина и Баженова в Ильинском погосте.
Расследование убийства шло довольно долго, пока один из послушников мордовских монастырей не сумел дать показания по делу. По его словам, похожий на одного из подозреваемых появился в местном монастыре. Вскоре в рамках расследования Наседкин, который до пострига работал в прокуратуре дознавателем, был арестован. На допросе он быстро сознался в убийстве: по его словам, они оба с Баженовым организовали убийство отца Нила, а Баженов вскоре сбежал (позднее его задержали также). Наседкин сказал, что он ранее был старшим лейтенантом МВД и работал дознавателем в прокуратуре, после увольнения был осуждён за мошенничество и решил стать монастырским послушником, однако не мог нигде найти пристанище из-за буйного характера. В 2003 году он встретился с Баженовым в Мордовии, и оба решили вскоре уехать в Карелию к отцу Нилу.
Отец Нил был недоволен тем, что его новые послушники курят, и пригрозил их выгнать с острова, если те не прекратят курить. Ночью 8 августа 2003 Баженов и Наседкин начали курить перед ужином, и отец Нил потребовал от обоих убраться с острова. Взбешённый Наседкин схватил лопату и стал избивать отца Нила до смерти. По версии некоторых друзей отца Нила, Наседкин и Баженов были в состоянии алкогольного опьянения в момент убийства, поскольку перед этим выпили почти всё монастырское вино.
Убив его, Наседкин и Баженов выбросили тело в Водлозеро, после чего скрылись с места преступления. Наседкин хотел также забрать какие-нибудь ценности, но не нашёл никаких денег. Баженов вскоре уехал в Подмосковье, а Наседкин, которого объявили в федеральный розыск, начал скрываться в монастырях и вскоре вынужден был исповедоваться в Мордовии в местной церкви. Потом его и задержали. Наседкин признал свою вину и был осуждён на 8 с половиной лет колонии строгого режима, а Баженов за сокрытие преступления получил только год условно.
Отца Нила (в миру Алексея Савленкова) похоронили на Ильинском погосте.

## Прочие сведения
Расследование по делу об убийстве отца Нила получило широкий общественный резонанс: в 2004 году на телеканале НТВ вышла программа «Внимание, розыск!» с сюжетом об убийстве отца Нила. Независимое расследование по этому делу проводила также программа «Необъяснимо, но факт» телеканала ТНТ в выпуске «Святые чудеса»: по заявлению программы, один из мордовских монахов видел сон, в котором Баженов и Наседкин обсуждали убийство отца Нила. Сам Наседкин уверял, что видел неизвестного рыжеволосого человека, который убеждал его ограбить отца Нила, якобы присваивавшего себе огромные пожертвования на храм. Однако Наседкин нашёл немного денег, а рыжеволосый исчез бесследно.
В 2003 году прокуратура Карелии расследовала гибель ещё одного отца Нила — в миру Бориса Яшкина, иеромонаха Муромского монастыря. Причиной смерти стало переохлаждение.
Незадолго до гибели отца Нила во время шторма на Онежском озере погиб и настоятель Муромского монастыря отец Павел, который приютил Алексея Савленкова.